# Fersentalerisch
Das Fersentalerische oder Mochenische (fersentalerisch: Bersntolerisch, bersntoler Sproch oder taitsch, „Deutsch“, italienisch: mòcheno) ist ein oberdeutscher Dialekt, der in drei Gemeinden des Fersentals im Trentino, Trentino-Südtirol im Nordosten Italiens gesprochen wird.

## Namensherkunft
Die Bezeichnung „Mocheni“, die von den italienisch- und ladinischsprachigen Nachbarn verwendet wird, ist angeblich auf das Verb „måchen“ (= machen) zurückzuführen, da die Fersentaler gerne Sätze mit diesem Verb bildeten.

## Sprachliche Zuordnung
Das Fersentalerische ist ein südbairischer Dialekt, der in sprachsystematischer Hinsicht als Mundart, in sprachfunktionaler Hinsicht hingegen manchmal – da das Standarddeutsche als Dachsprache weitgehend fehlt – als eigenständige Sprache angesehen wird. Es ist nicht mit dem Zimbrischen zu verwechseln.
Die Sprecher des Fersentalerischen verstehen selbst teilweise Bairisch, Zimbrisch und Standarddeutsch. Die zahlreichen grundlegenden Unterschiede in Grammatik, Vokabular und Aussprache bereiten umgekehrt Außenstehenden Probleme, Fersentalerisch zu verstehen.

## Sprachliche Merkmale
Das Fersentalerische teilt die meisten phonetischen und grammatischen Merkmale mit den anderen bairischen Mundarten. So ist mittelhochdeutsch ei zu oa, ie zu ia, uo zu ua und iu zu ai geworden: hoas (heiß), boachen (weichen), schiasn (schießen), guat (gut), schua (Schuh), taitsch (deutsch), hait (heute). Wie auch im Standarddeutschen sind mittelhochdeutsch î zu ai und û zu au gebrochen: aisn (Eisen), bail (Weile), haus (Haus), sauber (sauber).
Mit den anderen Sprachinselmundarten der Ostalpen, darunter dem Zimbrischen und im Gottscheerischen, teilt es Veränderungen von f/v und w. Das v [*f] des Mittelhochdeutschen – im Neuhochdeutschen anlautendes f oder v – wird stets stimmhaft wie Standarddeutsch w [v] gesprochen: vimva (fünf), laven (laufen). Für mittelhochdeutsches w [*β] – und neuhochdeutsches w [v] – steht b: boch (Woche), schbai (Schwein), baschn (waschen).
Wie im Zimbrischen und anderen südbairischen Mundarten wird k aus germanisch *k gehaucht: khloa (klein), khotz (Katze).
Ursprüngliches auslautendes n entfällt oft: mai (mein), khoa (kein). Es bleibt aber beim Infinitiv der Verben erhalten: èssn (essen), hòltn (halten).

### Grammatik
Die Konjugation der Verben ist weithin vereinfacht. Anders als in vielen anderen bairischen Mundarten, aber wie im Schriftdeutschen enden die Formen der 3. Person Plural wie die der 1. Person Plural auf -n. Wie in allen oberdeutschen Mundarten werden im Indikativ Präsens keine Umlaute zu a, au und o gebildet: vòlln – er vòllt (fallen – er fällt), aber durchaus zu e, und zwar in allen drei Personen des Singulars: sechen (sehen): ich sich, du sichst, er sicht, biar sechen, ir secht, sei sechen.
Ebenfalls wie in den anderen oberdeutschen Mundarten ist das Präteritum verloren gegangen und wird durch das Perfekt ersetzt. Das Partizip Perfekt wird bei schwachen Verben mit der Endung -t gebildet, bei starken Verben durch Ablaut und die Endung -(e)n. Das Präfix ge- des Partizip Perfekt wird meist reduziert: i hon tschrim (ich habe geschrieben), i pin khemmen (ich bin gekommen).
Der Konjunktiv II ist erhalten und wird bei schwachen Verben mit -at gebildet, bei starken Verben durch Ablaut.
Anders als in Bayern werden keine alten Dualformen in der 2. Person Plural verwendet, sondern wie im Schriftdeutschen alte Pluralformen. So steht für „ihr“ nicht es/ös, sondern ir. Deshalb erhalten die entsprechenden Verbformen kein -s: ir mòcht (ihr macht, vgl. in Bayern: es måchts). Im Akkusativ und Dativ hat allerdings das Personalpronomen der 2. Person Plural wie im Bairischen die alte Dualform enkh und das Possessivum lautet enkher.
Die Deklination ist stark vereinfacht. Nominativ und Akkusativ fallen meist zusammen. Das Substantiv wird durch den Kasus nicht verändert, jedoch hat der Artikel im Dativ eigene Formen. Bei den Personalpronomina gibt es noch die Unterscheidung Nominativ, Dativ und Akkusativ, z. B. i – mir – mi (ich – mir – mich), du – dir – di (du – dir – dich). Der Genitiv ist wie in fast allen deutschen Dialekten verloren gegangen und wird mittels va (von) präpositional umschrieben.

### Wortschatz
Es herrscht Wortschatz des Bairischen vor, aber es gibt sehr viele Entlehnungen aus dem Italienischen, z. B. macchina (Auto), appuntamento (Treffen) oder veramente (wirklich).

## Verbreitung

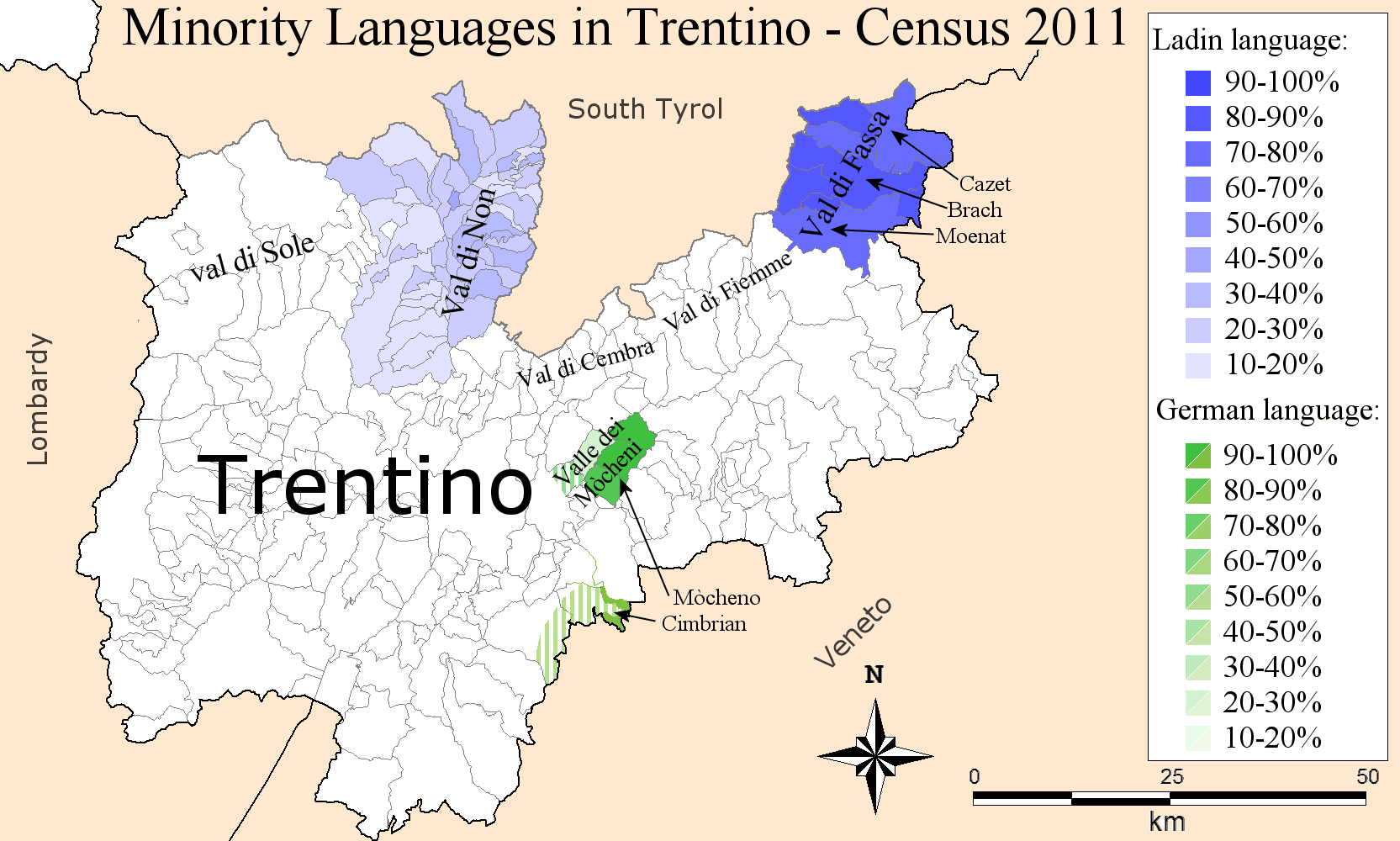
Minderheitensprachen im Trentino:
Fersentalerisch (Mòcheno)

Der Volkszählung im Jahre 2001 zufolge, in der zum ersten Mal Daten über die Muttersprache aufgenommen wurden, wurde Fersentalerische von einer Mehrheit in den folgenden Gemeinden gesprochen (Mitgliederanzahl der fersentalerischen Sprachgemeinschaft): Florutz/Vlarotz/Fierozzo (423 Personen, 95,92 %), Palai/Palae/Palù (184 Personen, 95,34 %), Gereut/Garait/Frassilongo (340 Personen, 95,24 % – zusammen mit dem Dorf Eichleit/Oachlait/Roveda). In anderen Gemeinden des Trentino gaben 1.331 Personen an, zur fersentalerischen Sprachgemeinschaft zu gehören, in ganz Trentino 2278 oder 0,5 %.
Nach der Volkszählung von 2011 hat der Anteil der Sprecher des Fersentalerischen abgenommen: Der Anteil lag in Florutz bei 91,9 % (442 von 481 Einwohnern), in Palai bei 92,9 % (157 von 169) und in Gereut bei 83,3 % (269 von 323). In anderen Gemeinden gaben mit 792 Personen nur gut halb so viele wie 2001 Fersentalerisch als Muttersprache an, in ganz Trentino 1660 von 526.510 oder 0,3 %. In Sant’Orsola Terme, ebenfalls im Fersental gelegen, sprechen noch 23,5 % der Einwohner Fersentalerisch.
Beobachtungen vor Ort weisen darauf hin, dass die gesamte Bevölkerung von Eichleit und Palai, eine Mehrheit in Florutz sowie nur noch einige ältere Menschen im Dorf Gereut Fersentalerisch sprechen. Eine Umfrage 2007 unter Grundschülern in Florutz ergab, dass 47 % kein Fersentalerisch sprechen und 19 % es nicht einmal verstehen. Die hohen Zahlen bei der Volkszählung sprechen dafür, dass es auch bei Personen mit begrenzten oder fehlenden Kenntnissen der Mundart eine starke Identifikation mit der Sprachgruppe gibt.

## Offizieller Status und Verwendung in der Schule
Seit 1987 ist Fersentalerisch im Trentino neben dem Zimbrischen und dem Ladinischen als Minderheitensprache anerkannt. In der Grundschule von Florutz wird seit einigen Jahren die Mundart als Pflichtfach von der ersten Klasse an angeboten. Darüber hinaus gibt es an dieser als bisher einziger Schule im Trentino – zunächst versuchsweise – zwei Unterrichtssprachen: Italienisch und Deutsch. Eine Untersuchung im Jahre 2009 ergab, dass Kinder mit Kenntnissen in der Mundart erhebliche Vorteile im deutschsprachigen Unterricht gegenüber bisher einsprachig italienischen Mitschülern hatten.
Anders als die Zimbern, die ihre zimbrische Sprache mit einer eigenen Schrifttradition in den Sieben Gemeinden eher als eigene Sprache auffassen, verstehen sich die Fersentaler eher als deutschsprachig – taitsch gegenüber balsch (welsch). Eine Rolle mag hierbei spielen, dass es von 1860 bis 1918 im Fersental Schulen mit deutscher Unterrichtssprache gab.